# 호나우지뉴
호나우두 지 아시스 모레이라(브라질 포르투갈어: Ronaldo de Assis Moreira, 1980년 3월 21일 ~ )는 흔히 호나우지뉴(포르투갈어: Ronaldinho)라고 널리 알려진 브라질의 은퇴한 축구 선수이다. 발롱도르에 2번의 FIFA 올해의 선수에 선정되었으며, "외계인"이라는 별명을 가질 정도로 화려한 개인기와 폭발적인 기량으로 2000년대 세계 축구를 대표했다.

## 클럽 경력
호나우지뉴는 2005-06 시즌 바르셀로나가 더블 (프리메라리가 우승, UEFA 챔피언스리그 우승)을 이루는 데 결정적인 역할을 하였다. 바르셀로나 시절 그는 가히 천재적인 기량을 뽐내며 세계 축구인들의 주목을 단번에 사로잡았다. 뛰어난 골결정력과 폭발적인 드리블, 현란한 개인기, 정확한 패스, 롱패스능력, 뛰어난 프리킥 능력을 가졌다. 그러다 2008년 AC 밀란으로 이적하였으나 예전만큼의 활약을 보여주진 못했다.

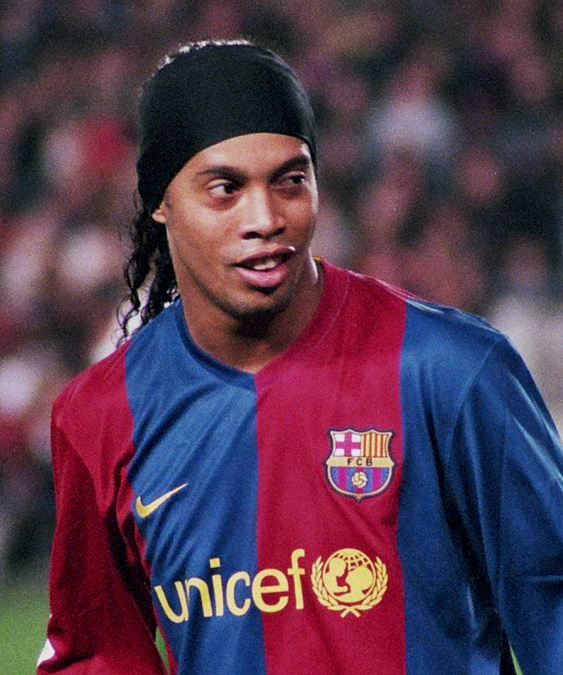
2007년 2월 11일, 당시 FC 바르셀로나 소속의 호나우지뉴

전성기 시절의 체중으로 돌아간 그에게 당시 호비뉴와 즐라탄 이브라히모비치를 영입하며 연봉 규모를 줄여야 하는 처지인 AC 밀란이 연봉의 50%를 삭감하여 재계약을 제의하자 거절하였다. 그리하여 2011년 1월 10일, 그는 CR 플라멩구와 이적료 3백만 유로에 주급 13만 유로로 2014년까지 계약하여 10년간의 유럽 생활을 마무리하였다. 그러나 2012년 5월 플라멩구로부터 방출을 당하였다. 결국 그는 플라맹구를 나온지 4일 만인 2012년 6월 4일에 6개월 계약으로 아틀레치쿠 미네이루에 입단하였었다. 은퇴을 한 줄 알았지만 2023년 복귀을 공개했다.

## 국가대표팀 경력
1997년 이집트에서 열린 FIFA U-17 월드컵 우승 주역으로 활약하였으며, 1999년에는 브라질 축구 국가대표팀에 발탁되었고, 멕시코에서 열린 FIFA 컨페더레이션스컵 MVP에 올랐다. 그는 2002년 FIFA 월드컵에서 3골을 기록하며 브라질의 대회 우승을 이끌었으나, 2006년 FIFA 월드컵에서는 상대적으로 부진한 모습을 보였다.

## 일화
- 그의 본명은 '호나우두'(Ronaldo)이다. 그러나 그는 당시 동명으로 활약하고있던 브라질의 축구선수인 호나우두와 이름이 같아 작은 호나우두 라는 뜻의 '호나우지뉴'(Ronaldinho)라는 예명으로 축구선수 활동을 하였다.
- 03/04 시즌 호나우지뉴는 반전의 반전인 이적을 겪은 적이 있다. 맨체스터 유나이티드와 바르셀로나는 그를 강력히 원해 서로 그들을 영입하는데 온 힘을 기울였다. 당시 바르셀로나는 레알 마드리드에게 루이스 피구를 보냈기 때문에 그의 영입이 반드시 필요했다. 하지만 결과는 맨체스터 유나이티드였다. 호나우지뉴는 당시 알렉스 퍼거슨 감독의 맨체스터 유나이티드를 선호했고 맨체스터 유나이티드와 계약을 했다. 이후 맨체스터 유나이티드의 승리가 되는듯 했지만 반전이 일어났다. 전 첼시 코치는 맨체스터 유나이티드와 호나우지뉴 계약서에 '호나우지뉴'(Ronaldinho)의 철자중 'h'가 틀렸음을 발견했고 이를 바로 FIFA에 제기했다. FIFA는 바르셀로나의 제기를 인정하며 맨체스터 유나이티드와 호나우지뉴의 계약을 취소했다. 이후 바르셀로나는 바로 1900만 파운드를 지불하며 호나우지뉴를 영입하는데 성공하고 맨체스터 유나이티드는 호날두를 영입하며 지금의 최고의 선수가 2명이 탄생하게 되었다.
- 호나우지뉴는 04/05 시즌 FC 바르셀로나와 알바세테 발롬피에와의 경기에서 교체로 출전한 리오넬 메시에게 공을 띄워 패스를 하여 메시의 바르셀로나 데뷔골을 어시스트했다. 득점 후 호나우지뉴는 메시를 등에 업는 셀러브레이션을 했다. 이 경기에서 메시의 데뷔골이 나오기 전에 위와 똑같은 방법으로 호나우지뉴가 메시에게 공을 발로 톡 찍어 띄우는 패스를 하여 메시에게 어시스트를 했지만 오프사이드로 메시의 골은 취소되었다.[3]
- 2005년 11월 19일 레알 마드리드의 홈구장 산티아고 베르나베우에서 치러진 FC 바르셀로나와 레알 마드리드의 엘 클라시코 경기에서 호나우지뉴는 후반 24분과 후반 32분에 두 골을 넣으며 바르셀로나의 3:0 승리를 견인했다. 대단한 활약을 펼친 호나우지뉴를 향해 레알 마드리드의 팬들은 이례적으로 기립박수를 했으며 이로 인해 호나우지뉴는 1983년, 디에고 마라도나에 이어서 두 번째로 산티아고 베르나베우에서 레알 마드리드 팬들에게 기립박수를 받은 바르셀로나 선수가 되었다.
- 2013년 그는 치아미백과 잇몸성형수술을 받았다. 그로인해 세계의 축구팬들은 호나우지뉴 특유의 웃음 짓는 모습을 앞으로 볼 수 없게 되었다며 아쉬움을 드러내기도 했다.